# ツイッグス (DD-127)
ツイッグス(USS Twiggs DD-127)は、アメリカ海軍が第一次世界大戦中に建造したウィックス級駆逐艦の1隻。艦名はレビ・ツイッグス少佐に因む。後にイギリス海軍に譲渡されタウン級駆逐艦レミントン(HMS Leamington)として運用された後、ソビエト連邦海軍に譲渡されてズグチ(Zhguchi)として運用された。最終的に英国へ返還され、サン＝ナゼール強襲を描いた映画『封鎖作戦』（原題：The Gift Horse）の撮影に使用された。

## 艦歴

### USSツイッグス
1918年1月23日、ニュージャージー州カムデンのニューヨーク造船所にて起工し、同年9月28日に進水式を迎えた。この進水式には艦名の由来となったツイッグス少佐の孫娘リリー・S・ゲッチェル(Lillie S. Getchell)が招かれていた。1919年7月28日、フィラデルフィア海軍造船所にて就役。初代艦長にはアイザック・C・ジョンソン・ジュニア中佐(Isaac C. Johnson, Jr.)を迎えた。
1919年10月、ツイッグスは太平洋艦隊第4駆逐戦隊(Destroyer Squadron 4, Desron 4)に所属する第16駆逐隊(Destroyer Division 16, DesDiv 16)に配置された。1922年春まではカリフォルニア州サンディエゴ沖にて練習航海任務に当たる。この最中の1920年7月、識別番号DD-127が与えられる。1922年6月24日、運用コストの問題や兵員不足、第一次世界大戦後の軍縮など、複数の理由からツイッグスの退役が決定する。
およそ8年後の1930年2月20日、サンディエゴにて艦長にトーマス・S・キング二世少佐(Thomas S. King II)を迎え再就役を果たす。ツイッグスは第14駆逐隊の旗艦となり、戦闘艦隊(Battle Fleet)と共にサンディエゴを母港として任務にあたった。1931年2月、戦闘艦隊付偵察艦隊(Scouting Fleet)と共に艦隊集結演習に参加する。3月15日、演習完了にあわせて正式に偵察艦隊に配置される。なお、偵察艦隊は4月1日の艦隊再編の折に偵察部隊(Scouting Force)と改称されている。以後はサウスカロライナ州チャールストンを母港とし、1933年春頃まで第7駆逐隊旗艦として任務にあたった。4月1日から7月1日まで第6駆逐隊第2駆逐戦隊所属艦として西海岸側の戦闘艦隊に参加。11月1日、サンディエゴの第20交代予備駆逐戦隊(Rotating Reserve DesRon 20)に移り予備役艦となる。1934年7月1日、第2駆逐戦隊第4駆逐隊所属艦として現役復帰。以後、サンディエゴを母港として活動し、1936年末に退役が決定する。1937年4月6日、ツイッグスは再び退役し、サンディエゴに係留された。
1939年9月1日、ナチス・ドイツによるポーランド侵攻が始まる。これを受けてフランクリン・ルーズベルト大統領は東海岸側中立パトロールの強化を命じ、海軍ではフィラデルフィアおよびサンディエゴに予備役艦として係留されていた77隻の駆逐艦および軽掃海艇の現役復帰に関する手続きを開始した。1939年9月30日、ツイッグスはライマン・K・スウェンソン中佐を艦長に迎え現役に復帰した。
第32駆逐戦隊第64駆逐隊の旗艦となったツイッグスは、11月までをサンディエゴにおける各種調整および訓練航海に費やした。12月初旬、同型艦8隻と共にパナマ運河方面を通過して新たな母港となるフロリダ州キーウェストに移動。同地を母港として活動していた英駆逐艦ヘレワードの援護を行う。翌月、ツイッグスは同型艦エヴァンズおよび重巡洋艦ヴィンセンスと共に、ユカタン半島沖を通過しようとしていたオーストラリア海軍軽巡洋艦パースの監視任務に参加。パースはドイツ船籍の客船コロンブス号の拿捕に関与していた。
1940年夏までの間、ツイッグスは第64駆逐隊旗艦として中立パトロール、海軍予備役隊の訓練航海および戦闘訓練などに従事した。
一方、欧州戦線では1940年春頃より連合国軍の劣勢が目立ち始めていた。ノルウェーは占領され、フランスなどもいわゆる電撃戦の元で敗北しつつあった。またドイツ海軍は大西洋において潜水艦を用いた通商破壊作戦を展開し、イギリスでは商船および護衛艦船の損害が増加しつつあった。その後のフランス降伏を経て、イギリスは単独でヨーロッパにおけるドイツの躍進を足止めすることができなくなった。
ノルウェー周辺海域での戦いや大西洋上の通商護衛、ダンケルク撤退戦などに投入された結果、イギリス海軍では駆逐艦が深刻なまでに不足し、ウィンストン・チャーチル首相がアメリカに支援を求める事となる。これを受け、1940年夏までにルーズベルト大統領は英米の相互協力を決定し、駆逐艦・基地協定の締結に至ったのである。この協定において、アメリカはイギリスに対して前大戦中に建造された旧式駆逐艦50隻を提供し、またイギリスはアメリカに対して西半球に存在する英海軍基地について以後99年間の使用権を認めていた。
ツイッグスもイギリスへ引き渡される50隻のうち1隻に選ばれた。1940年10月16日、カナダのノバスコシア州ハリファックスに移動。アメリカ海軍の艦籍簿(Navy list)からは1941年1月8日に削除された。

### HMSレミントン
1940年10月23日、イギリス海軍に引き渡されたツイッグスは「レミントン (HMS Leamington)」と改称され、新艦長としてW・E・バンクス中佐(W. E. Banks)を迎えた。その後、ニューファンドランド島セントジョンズに移り、11月4日に第4「タウン」艦隊(4th "Town" Flotilla)の1隻として北アイルランド・ベルファストへと向かった。航海途中の1940年11月5日、レミントンおよび第4「タウン」艦隊は、HX84船団とドイツ装甲艦「アドミラル・シェーア」の交戦に遭遇する。この戦いで武装商船「ジャービスベイ」を含む6隻が撃沈された。「レミントン」および第4「タウン」艦隊は生存者の捜索を行ったものの、1人も発見されなかった。
ベルファストを経由し、「レミントン」は11月15日にイングランド・プリマスに到着した。「レミントン」はデリーを拠点とするウェスタンアプローチ管区指揮下の第2護衛艦群(2nd Escort Group)に配属された。1941年より大西洋における船団護衛任務に参加する。
5月27日、「レミントン」は「Thyra」と衝突し、「Thyra」は沈没した。「レミントン」の修理には7月中旬まで要した。
9月11日、SC48船団の護衛任務中にグリーンランド東沿岸沖へと展開したレミントンは駆逐艦「ヴェテラン」と共に独潜水艦「U207」を撃沈している。
1942年3月27日、「レミントン」と駆逐艦「グローヴ」、「アルデンハム」、「Volunteer」はWS17船団護衛中に北緯47度21分、西経21度39分でドイツ潜水艦「U587」を沈めた。
1942年8月から9月にかけて、「レミントン」はイングランドのハートルプールにて改装工事を受け、その後大西洋での船団護衛任務に復帰した。11月12日、パナマ船籍の商船「ブキャナン (SS Buchanan)」が独潜水艦「U224」に撃沈される。それから13日後、航空機に支援された「レミントン」が同船の救命艇4隻を発見し、乗組員17名を無事保護した。

### HMCSレミントン
1942年10月、レミントンはカナダ海軍に譲渡され、西大西洋における船団護衛任務に投入された。1942年末から1943年初頭までこの任務に従事したレミントンは、非常に過酷な環境に晒された。1943年1月22日にハリファックス軍港に入港した時、レミントンの艦橋から船首楼甲板までが着氷状態にあり、薄いところでも2フィート（0.61m）、厚いところでは10フィート（3.05m）もの氷が張っていたという。
1943年5月14日、レミントンは米掃海艇アルバトロスと衝突事故を起こしてハリファックスにて修理を受け、月末までに任務に復帰した。6月27日、ノーフォーク軍港に移り9月までかけて完全修理(permanent repair)を受ける。

### ズグチ

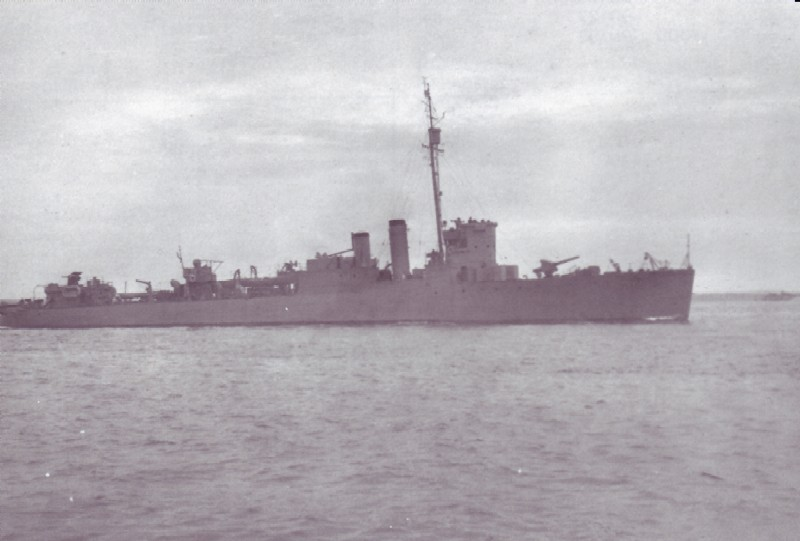
『封鎖作戦』の撮影に際して改造を施されたレミントン

12月22日、ハリファックスを出港。英本土到着後、英海軍に復帰する。スコットランドのロサイスを拠点としていくつかの作戦を遂行した後、レミントンは予備役艦に指定されタイン川に係留された。1944年6月16日、レミントンはソビエト連邦へ貸与され、ズグチ（ロシア語: Жгучий, 「炎」の意）の艦名が与えられた。その後1949年までソ連邦艦として任務に従事し、1950年に英国へ返還された。その後、サン＝ナゼール強襲を題材としたトレヴァー・ハワード主演の戦争映画『封鎖作戦』（原題：The Gift Horse）の撮影に使用され、駆逐艦HMSバラントレーを演じた。バラントレーは実在の駆逐艦HMSキャンベルタウンをモデルとしており、レミントンは既に解体が決定していた為に実際のキャンベルタウンと同様に煙突を切り詰めるなどの大幅な改造も施された。
1951年7月26日、ウェールズ・ニューポートにて解体された。